# Avec mes chiens
Avec mes chiens est un récit d'aventure de Nicolas Vanier publié en 2014.

## Résumé
Le départ du traîneau de 180 kg se fait sur la côte pacifique de la Sibérie le 21 décembre 2013 avec 10 chiens dont Burka en tête et Wolf le chef. A 52 ans, l'auteur a déjà fait plus de 20 expéditions. Il doit arriver à la frontière chinoise avant le 1er janvier. Il retrouve ses pisteurs chaque semaine. Il reste 6 jours à la frontière pour des problèmes d'autorisation. Il glisse parfois sur l'Amour qui sert de frontière interdite mais insuffisamment gelée, parmi les tétras lyres, loups, lynx, etc. Il change la place des chiens suivant leur comportement. Aucune carte n'existe en Mandchourie et le trajet est hasardeux. Un kart à roues remplace le traîneau sur certains terrains. Le 26/1 il passe en Mongolie dont les steppes comptent 40 millions de têtes de bétail. Il doit arriver au lac Baïkal avant le dégel de mi-mars. Ses vêtements épais le protègent lors de ses nombreuses chutes et par miracle, les chiens ne sont jamais blessés. Son bonheur est immense lorsqu'il aperçoit les premiers arbres. Il met parfois des bottines aux chiens et est confronté à l'absence de neige. Les passages de cols sont les plus difficiles. Sur la Tuul, la Khagiin, la Selenga, les chiens apprivoisent la glace qu'ils haïssaient avant, mais elle cède parfois. Il repasse en Sibérie et retrouve son fils Côme de 10 ans à la gare de Babouchkine pour traverser le Baïkal. La fragilité de la glace oblige Côme à aller parfois dans le véhicule qui les précède. Les chiens ont une confiance absolue dans leur musher qui contourne les failles. Il arrive à l'île d'Olkhon après 6000 km en 3 mois grâce à ses héros de chiens.